# Lycodon carinatus
Lycodon carinatus är en ormart som beskrevs av Kuhl 1820. Lycodon carinatus ingår i släktet Lycodon och familjen snokar.
Artens utbredningsområde är Sri Lanka. Inga underarter finns listade i Catalogue of Life.
Honor lägger ägg.